# 高島祐庵
高島 祐庵（たかしま ゆうあん、文政4年（1821年） - 慶応4年閏4月18日（1868年6月8日））は、幕末の漢方医。幕府奥医師。諱は久貫。

## 経歴
高島家は代々幕府に仕えた医家で、祐庵は弘化2年（1845年）に家を継ぐ。安政から文久にかけて医学館で講書を行い、褒賞を得ている。
将軍徳川家茂が大坂城で病んだとの報を受け、慶応2年（1866年）7月16日、大膳亮弘玄院、多紀安琢（養春院）、遠田澄庵、浅田宗伯らとともに大坂へ急派された。慶応4年（1868年）没。四谷法恩寺に葬られた。
実弟の久也（1832年-1881年）を養子にとって高島祐啓としている。祐啓は幕府表方の漢方医として医学の専門書を執筆した。また文久遣欧使節に同行した人物として知られ、絵入りの日誌『欧西紀行』を残した。